# 索珠乡
索珠乡，是中华人民共和国西藏自治区山南市乃东区下辖的一个乡镇级行政单位。

## 行政区划
索珠乡下辖以下地区：
索珠村、丁拉村、恰当村和志岗村。